# Un viaje con Fidel
Un viaje con Fidel é um documentário estadunidense de 2015 dirigido por Eduardo Suarez. Foi exibido em 8 de novembro de 2015 pela CNN en Español.
Em 2016, o documentário foi indicado ao Emmy Internacional.

## Sinopse
Em 1979, Fidel Castro realizou uma viagem a Nova Iorque para discursar nas Nações Unidas como presidente do Movimento Não Alinhado. Jon Alpert, um jovem jornalista estadunidense, o acompanhou nessa viagem e teve acesso mais próximo do líder cubano. No entanto, a NBC, a rede de TV em que Alpert trabalhava, nunca exibiu aquelas imagens. Em Un viaje con Fidel, Jon Alpert recorda aqueles dias e recupera boa parte de suas gravações que, até agora, permanecia inédita e mostra Castro em um contexto mais pessoal.